# Konrad Gans zu Putlitz

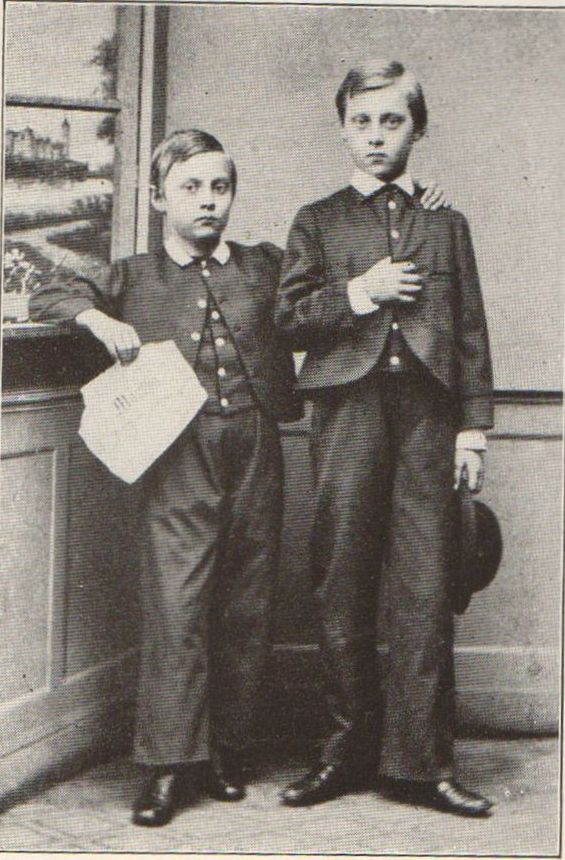
Wolfgang und Konrad Gans zu Putlitz als Kinder

Konrad Gans Edler Herr zu Putlitz (* 22. Juni 1855 auf Gut Retzin in Groß Pankow, Prignitz; † 17. September 1924 ebenda) war ein deutscher Gutsbesitzer und Politiker. Er war einer der Mitbegründer der DLG. Von 1916 bis 1918 war er Mitglied des Preußischen Herrenhauses. Putlitz war ein Freund und Förderer der Künste und der Musik.

## Familie
Konrad Gans Edler Herr zu Putlitz stammte aus dem märkischen Uradelsgeschlecht Gans zu Putlitz in der Prignitz. Die Familie hatte das Ehrenamt der Erbmarschalls der Kurmark Brandenburg inne, der zu einem erblichen Sitz im Preußischen Herrenhaus berechtigt.
Konrad zu Putlitz war zweitältester Sohn des Gutsbesitzers und Schriftstellers Gustav Gans zu Putlitz (1821–1890) und dessen Ehefrau Elisabeth, geb. Gräfin von Königsmarck (1825–1901).
Konrad zu Putlitz war mit Emilie Lürman (1856–1934) aus einer Bremer Kaufmanns- und Senatorenfamilie verheiratet. Das Paar hatte fünf Kinder:
- Stephan (1885–1951)
- Gisbert (1886–1915[2])
- Waldemar (1888–1945)
- Erika, verh. von der Schulenburg (1890–1978)
- Elisabeth, verh. von Barsewisch[3] (1894–1962)

## Leben
Nach Schulbildung in Berlin und Ballenstedt erlernte Konrad zu Putlitz die Landwirtschaft und übernahm 1878 das Gut Groß Pankow, wo damals noch sein Großvater Eduard Gans Edler Herr zu Putlitz (1821–1890) lebte. Nach dessen Tod ließ er 1891 das alte biedermeierliche Gutshaus in Groß Pankow von 1827 durch den Regierungsbaumeister Wilhelm Moeller im gründerzeitlichen Stil umbauen. Daneben betätigte sich Konrad zu Putlitz sich unternehmerisch im Brennereiwesen, Stärkefabriken sowie als Mitbegründer des Perleberger Impfstoffwerks und der Perleberger Viehversicherung 1887. Von 1899 bis 1910 war er Leiter der Spiritus-Zentrale in Berlin.
Im Kreis Ostprignitz wirkte er in zahlreichen Ehrenämtern als Kreisdeputierter, Kreisausschussmitglied, Kreistagsabgeordneter, Amtsvorsteher aktiv am öffentlichen Leben mit. Während des Ersten Weltkrieges vertrat er längere Zeit den Landrat. Außerdem setzte er sich für die Begründung und den Ausbau der kreislichen Landwirtschaftsschulen ein, die die Grundlage für eine moderne Landwirtschaft legten. Gemeinsam mit seinem Onkel Eugen Gans Edler Herr zu Putlitz setzte er sich zu Beginn der 1880er Jahre für den Bau und die Finanzierung der Eisenbahnlinie Perleberg-Wittstock ein, die bis 1885 realisiert wurde.
Wie schon sein Vater entwickelte Konrad zu Putlitz ein ausgeprägtes Interesse für Kultur, Literatur und Dichtung. Als korrespondierendes Mitglied der Société Nationale d’Agriculture de France übersetzte er das damals in Landwirtschaftskreisen sehr populäre Buch des französischen Agrarpolitikers Jules Méline „Die Rückkehr zur Scholle und die industrielle Überproduktion“ ins Deutsche, die 1906 bei Parey in Berlin erschien. In den 1920er Jahren begann er seine Arbeit an der Übersetzung von Dantes „Göttlicher Komödie“. Sie gelangte jedoch nur in den ersten zwei Dritteln 1923 mit Band 1 und 2 zum Druck (Der Tempel Verlag, Leipzig). Putlitz förderte auch Talente wie die in Perleberg gebürtige Sopranistin Lotte Lehmann (1888–1976).
1901 ernannte Wilhelm II. Konrad zu Putlitz zum königlich-preußischen Kammerherrn 1909 übernahm er auf besonderen Wunsch Wilhelms II. auch die Stellung des Stiftshauptmanns des Klosters zum Heiligengrabe. 1916 nach dem Tod von Gebhard Gans zu Putlitz wurde er als Senior der Familie Gans zu Putlitz auch Erbmarschall der Kurmark Brandenburg und als solcher erbliches Mitglied des preußischen Herrenhauses. Er gehörte schon länger zur engeren Umgebung des Kaisers und nahm u. a. an einer seiner Nordlandfahrten teil. Beide kannten sich schon aus Kindertagen, als Konrads Vater Hofmarschall des preußischen Kronprinzen Friedrich Wilhelm (späterer Kaiser Friedrich III.) war und er wie auch sein älterer Bruder Stephan zu den Spielkameraden des fast gleichaltrigen Prinzen Wilhelm gehörten.
Seine letzte Ruhestätte fand Konrad zu Putlitz auf dem 1848 vom Neffen seines Vaters, Theodor Carl (1816–1859), angelegten Familienfriedhof im Gutspark in Groß Pankow.